# Nigüelas
Nigüelas (sprich: Nigu-elas) ist eine spanische Gemeinde in der Provinz Granada in der Autonomen Gemeinschaft Andalusien. Sie gehört zu der Region Valle de Lecrín und liegt etwa 23 km südöstlich von Granada. Der Ort liegt auf einer Hochfläche, die zum Rio Lecrin steil abfällt.

## Sehenswürdigkeiten und Tourismus
Oberhalb des Ortes befindet sich die Falla de Nigüelas, eine tektonische Bruchstelle, die als „Monumento Natural“ klassifiziert ist.
Der Ort ist Ausgangspunkt verschiedener Wanderwege, insbesondere wird er von dem Fernwanderweg GR-7 durchquert, wird aber auch als Ausgangsort für Wanderungen und Mountainbike-Touren in die Sierra Nevada genutzt.

## Kultur
Im September findet eine Kirmes zu Ehren der Schmerzensmutter mit Prozessionen und Reiterzügen statt, in der Nacht danach wird die traditionelle „Beerdigung der Füchsin“ mit Tänzen und Musik gefeiert.
Am 25. April findet oberhalb des Ortes auf dem Festplatz „La Razuela“ ein Fest zu Ehren des Heiligen Markus statt, bei dem die Jugendlichen des Ortes auf dem Festplatz zelten.

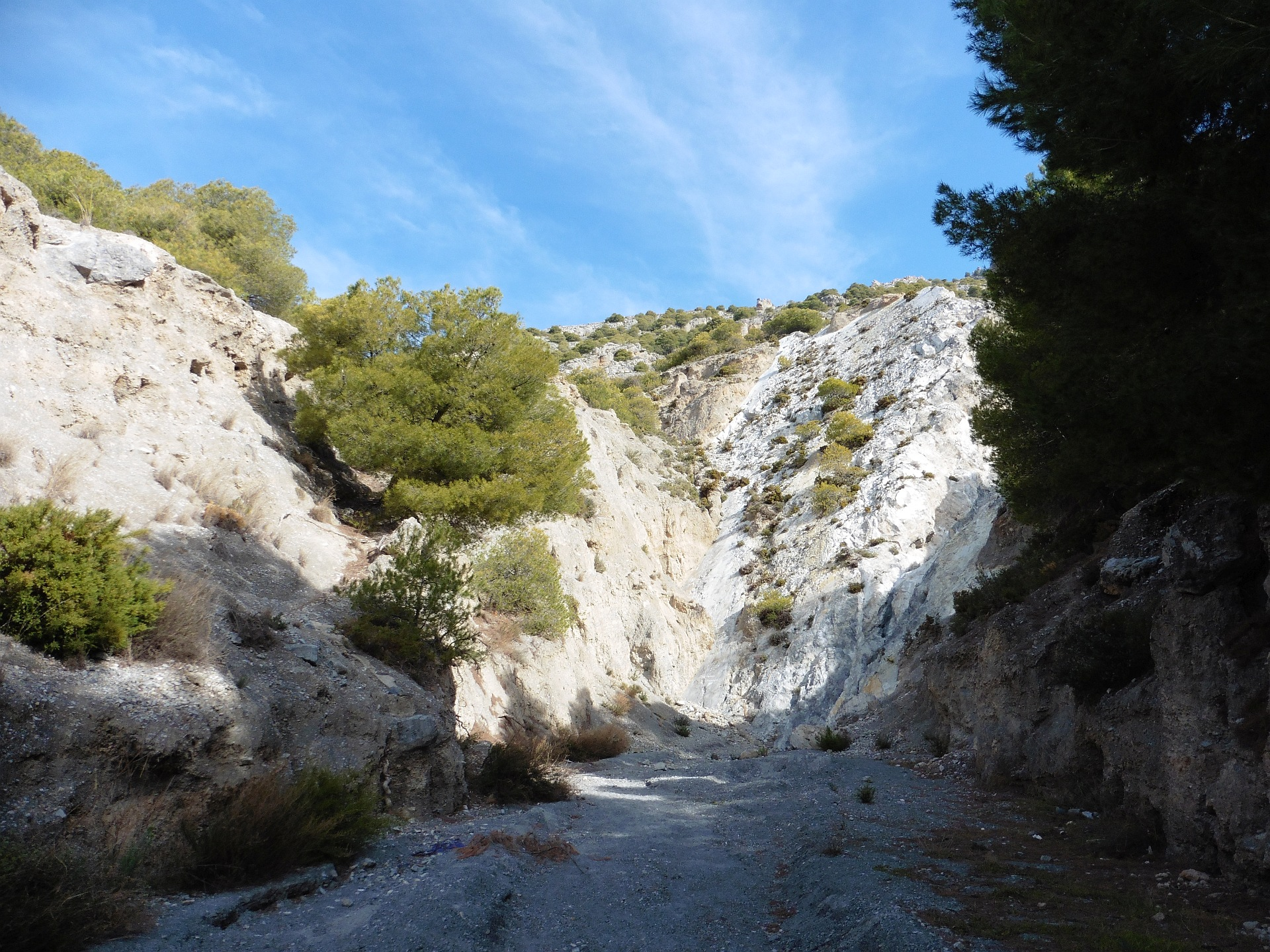
Naturdenkmal Falla de Nigüelas
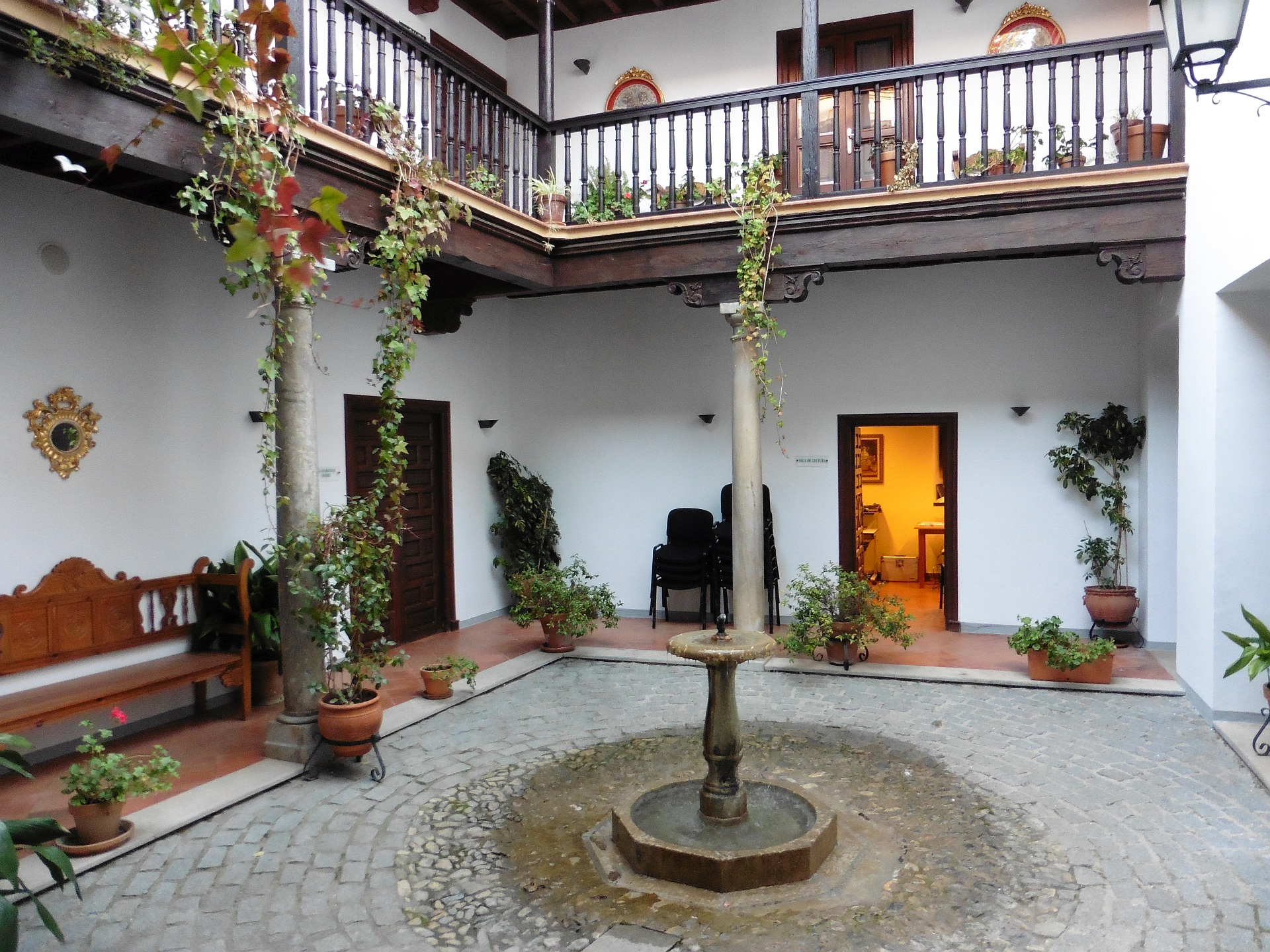
Gemeindeverwaltung (Ayuntamiento)
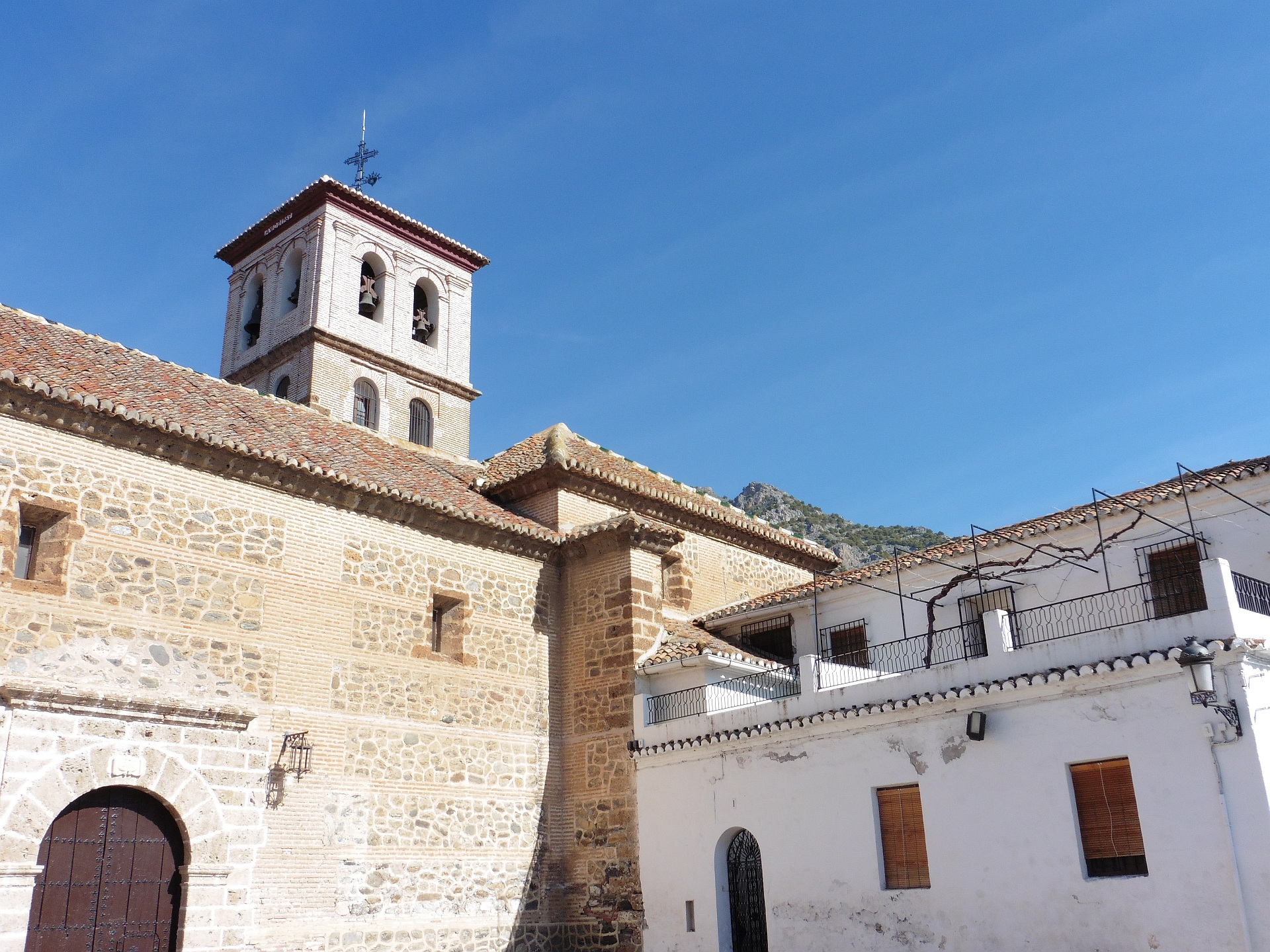
Pfarrkirche San Juan Bautista